# شعب الماء (ردفان)

تعديل مصدري - تعديل

شعب الماء هي إحدى قرى عزلة الحبيلين بمديرية ردفان التابعة لمحافظة لحج، بلغ تعداد سكانها 291 نسمة حسب تعداد اليمن لعام 2004.